# Zwarte Cross
La Zwarte Cross est un festival de musique organisé aux Pays-Bas, et le plus grand festival de moto-cross au monde. La 26e édition de ce festival de quatre jours, en 2024, attire 265 500 visiteurs. Pendant longtemps, il est organisé indirectement par le groupe de rock Jovink en de Voederbietels.
Le festival se déroule sur un terrain de 160 hectares dans la commune d'Oost Gelre, juste à côté de Lichtenvoorde, mais les terrains appartiennent principalement à Lievelde et en partie à Vragender. Il y a des dizaines de scènes sur lesquelles se produisent quelque 250 groupes et 1 000 artistes de théâtre.

## Histoire
La Zwarte Cross est organisée pour la première fois en 1997. Il s'agissait d'une compétition à travers le pays à laquelle tout le monde pouvait participer, sur une moto, un cyclomoteur, un scooter ou tout autre moyen de transport de son choix. Le nom « Black Cross » fait référence à un phénomène des années 1960, où les amateurs de pubs qui se vantaient trop de leurs exploits sur des motos tout-terrain ou des vélomoteurs étaient mis au défi de prouver leurs capacités dans une « croix noire ».
En 1997, ce phénomène est relancé et une piste de cross est aménagée à Hummelo. Et malgré son aspect quelque peu illégal, un permis de construire est obtenu en bonne et due forme. Sur la base d'une simple publicité verbale, un nombre de 150 participants est atteint, et quelque 1 000 personnes viennent assister à l'événement, qui se termine par une prestation de Jovink.
La formule s'avère payante : la deuxième année, il y a déjà 350 participants et 4 000 spectateurs. L'organisation doit donc chercher à collaborer avec un club de cross-country expérimenté. Ce club est trouvé à Halle, au sein du HALMAC (Halse Auto and Motor Club), ce qui apermet d'utiliser le circuit officiel du Grand Prix de Kappenbulten à partir de 1999.

## Tante Rikie

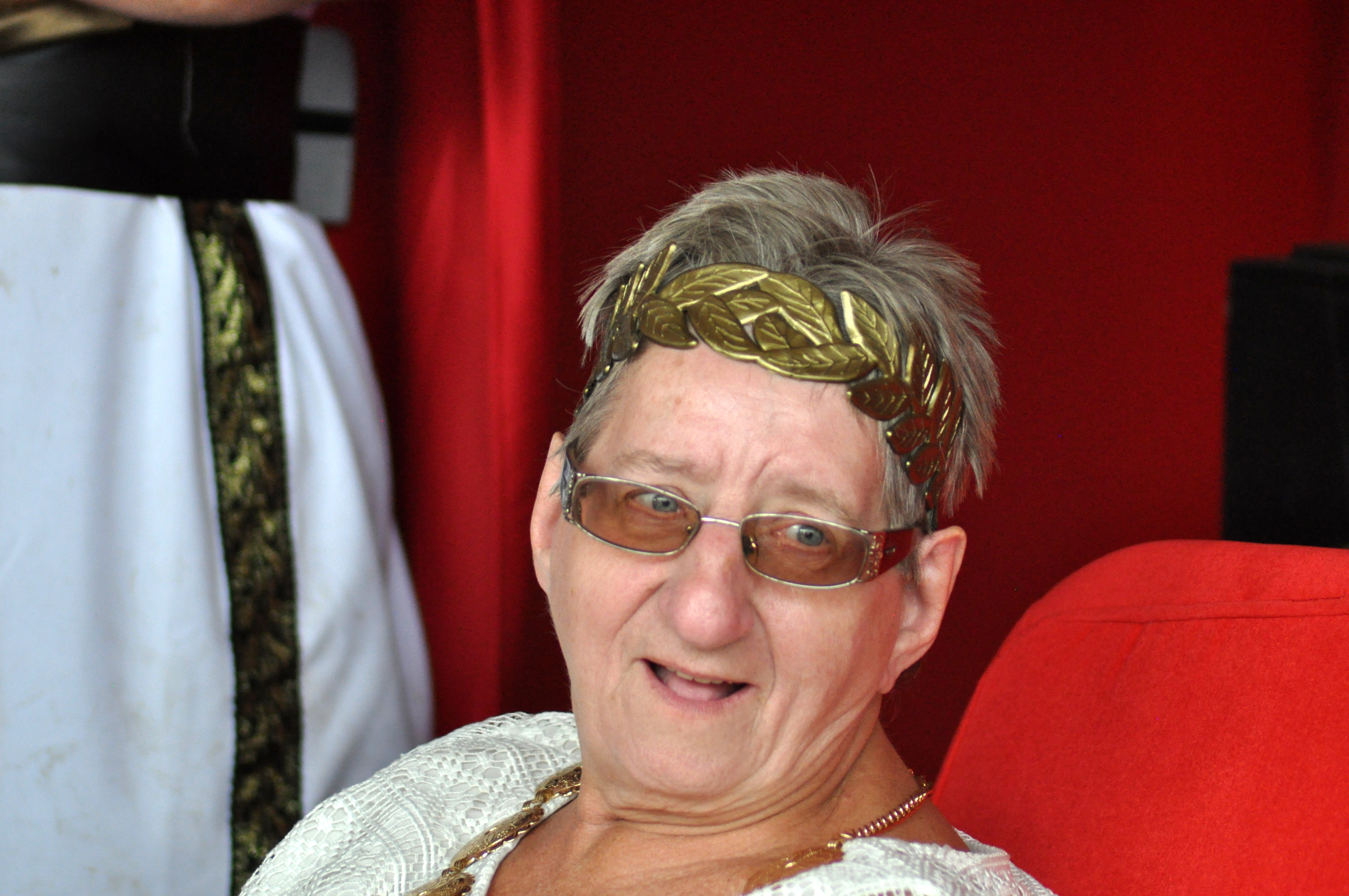
Tante Rikie.

La mascotte et le logo de la Zwarte Cross est Tante Rikie, Rikie Nijman, mère d'André Nijman, leader de Jovink. Elle est également nommée directrice officieuse du festival et jouit d'une grande notoriété auprès des festivaliers. Tante Rikie est honorée à la Zwarte Cross en la transportant, entre autres, dans une chaise à porteurs. Diverses marchandises portant son logo sont vendues. Le 3 septembre 2019, jour de son 70e anniversaire, elle annonce que l'édition 2020 sera sa dernière Zwarte Cross en tant que directrice du festival. En raison de la pandémie de Covid-19, sa « retraite » est reportée à deux reprises ; en 2022, elle fait ses adieux définitifs,,,.
Le 26 avril 2023, Tante Rikie est reçoit l'ordre d'Orange-Nassau.